# Asperula aristata
Asperula aristata är en måreväxtart som beskrevs av Carl von Linné d.y.. Asperula aristata ingår i släktet färgmåror, och familjen måreväxter.

## Underarter
Arten delas in i följande underarter:
- A. a. aristata
- A. a. condensata
- A. a. nestia
- A. a. oreophila
- A. a. thessala